# 마크 에이브러햄

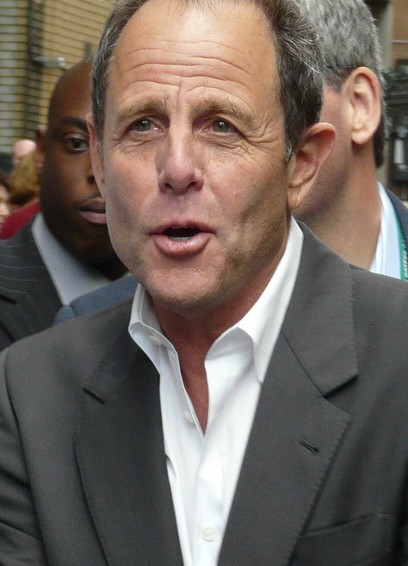

마크 에이브러햄(Marc Abraham)은 미국의 영화 제작자, 감독, 전 스트라이크 엔터테인먼트 사장이다.

## 참여 작품

### 영화
프로듀서
- 커미트먼트 (1991년 영화)
- 천 에이커
- 플레잉 갓
- 브링 잇 온
- 패밀리 맨 (영화)
- 스파이 게임
- 터크 애버래스팅
- 엠퍼러스 클럽
- 웰컴 투 더 정글 (2003년 영화)
- 브링 잇 온 2
- 새벽의 저주
- 칠드런 오브 맨
- 렛츠 고 투 프리슨
- 라스트 엑소시즘
- 더 씽
- 인 타임
- 철권을 가진 사나이
- 라스트 엑소시즘: 잠들지 않는 영혼
- 로보캅 (2014년 영화)
- 빛을 보았다

책임 프로듀서
- 휴전 (1992년 영화)
- 로드 투 웰빌
- 에어 포스 원 (영화)
- 사랑을 위하여 (1999년 영화)
- 허리케인 카터
- 엔드 오브 데이즈
- D-13
- 슬리더

각본
- 빛을 보았다

감독
- 플래쉬 오브 지니어스
- 빛을 보았다

배우
- 레드 드래곤 (영화)

사운드트랙
- 빛을 보았다

### 텔레비전
각본
- 21 점프 스트리트
- 블루문 특급